# Drepanosticta moluccana
Drepanosticta moluccana là loài chuồn chuồn trong họ Platystictidae. Loài này được Lieftinck mô tả khoa học đầu tiên năm 1938.